# Viola fluehmannii
Viola fluehmannii är en violväxtart som beskrevs av Rodolfo Amando Philippi. Viola fluehmannii ingår i släktet violer, och familjen violväxter. Inga underarter finns listade i Catalogue of Life.